# Potočnice lékařská
Potočnice lékařská (Nasturtium officinale), starší název řeřicha potoční, někdy také řeřišnice bílá je rostlina z čeledi brukvovitých.
Latinský název dle Varrona i dle Isidora Sevillského prý vychází z obratu nasum torquere, což znamená „zkroutit nos“ - pravděpodobně však jde o lidovou etymologii. Řekové ji nazývali κάρδαμον (kardamom) a u Xenofonta se o ní píše jako o převažující stravě pro Kýrovy vojáky předtím, než se vydávají do bitvy. Potočnici jako zeleninu si údajně oblíbil i Napoleon Bonaparte a na jeho popud začala být pěstována a šlechtěna. Cíleně pěstována začala být opravdu ve Francii, a to v okolí města Chantilly. V ČR je chráněna (jako rostlina silně ohrožená, neboli C2).

## Vzhled
- Jedná se o vytrvalou bylinu, dorůstající 30 až 90 centimetrů.
- Lodyha je hranatě rýhovaná, lysá a dutá, často kořenící.
- Čtyřčetné květy jsou bílé se žlutými prašníky (na rozdíl od podobné řeřišnice hořké).
- Kvete v hroznovitém květenství od května do konce srpna.
- Plody jsou šešulky obsahující ve dvou řadách jedno semeno.
- Listy jsou lesklé, masité, lichozpeřené, sytě zelené, a to většinou i přes zimu.

## Rozmnožování
- Generativní

Je to rostlina cizosprašná (allogamní), hmyzosnubná (entogamická), diploidní.
- Vegetativní

Někdy se rozmnožuje též pomocí kořenících lodyh a listů.

## Rozšíření
Ve volné přírodě roste u pramenů, v příkopech nebo v potocích. Potrpí si na chladnou čirou tekoucí vodu, má ráda vodu bohatou na vápník. Roste od nížin až po horské polohy, téměř v celé Evropě, kromě severu (nejseverněji nalezena v Dánsku).
Původně je to euroasijský druh mírného pásu, dnes je rozšířena do všech kontinentů vyjma Austrálii a Antarktidu. V České republice roste roztroušeně, na Slovensku je však již hojnější.

## Použití
Dříve využívána jako náhražka hořčice (semena). Zelené listy se přidávají do salátů (mají pálivou chuť podobnou ředkvičkám nebo slabšímu wasabi). Nať je používána jako koření (údajně dodává lehce pikantní chuť).
Léčivé účinky potočnice jsou známy už od starověku.

### Zdravotní rizika spojená s konzumací
Listy a stonky mohou být během růstu kontaminovány metacerkáriemi motolice jaterní, proto je potočnice lékařská považována za jeden z častých zdrojů infekce člověka. Například ve Francii bylo zaznamenáno během jedné studie 23 případů fasciolózy lidí z konzumace doma pěstované potočnice, 8 onemocnění z volně rostoucí a 2 případy z komerčně pěstované rostliny. V preventivních opatřeních fasciolózy člověka se uvádí zákaz konzumace potočnice v endemických oblastech výskytu fasciolózy.

## Obsažené látky
Potočnice v čerstvém stavu obsahuje vitamin C, vitamin E, vitamin D a provitamin A.
Obsahuje hořčičnou silici glykonasturtin a také důležité stavební kameny, kterými jsou pro tělo železo a draslík. Dále také jód nebo síru.
Tabulka udává dlouhodobě průměrný obsah živin, prvků, vitamínů a dalších nutričních parametrů zjištěných v potočnici lékařské.
| Složka          | Jednotka | Průměrný obsah | Prvek (mg/100 g) | Průměrný obsah | Složka (mg/100g) | Průměrný obsah |
| --------------- | -------- | -------------- | ---------------- | -------------- | ---------------- | -------------- |
| voda            | g/100 g  | 92,5           | Na               | 49             | vitamin C        | 62             |
| bílkoviny       | g/100 g  | 3,0            | K                | 230            | vitamin D        | 0              |
| tuky            | g/100 g  | 1,0            | Ca               | 170            | vitamin E        | 1,46           |
| cukry           | g/100 g  | 0,4            | Mg               | 15             | vitamin B6       | 0,23           |
| škrob           | g/100 g  | stopy          | P                | 52             | vitamin B12      | 0              |
| vláknina        | g/100 g  | 1,5            | Fe               | 2,2            | karoten          | 2,52           |
| mastné kyseliny | g/100 g  | 0,8            | Cu               | 0,01           | thiamin          | 0,16           |
| cholesterol     | g/100 g  | 0              | Zn               | 0,7            | riboflavin       | 0,06           |
| energie         | kJ/100 g | 94             | Mn               | 0,6            | niacin           | 0,3            |